# Diospyros
Diospyros es un género, perteneciente a la familia Ebenaceae, que se compone de unos 750 especies y taxones infraespecíficos aceptados, de los casi 1900 descritos, de árboles de hoja caduca y de hoja perenne. Diversas especies del género reciben el nombre común de ébano. La mayoría son de los trópicos, con pocas especies de clima templado. Las hay de importancia comercial, por sus frutos comestibles (D. kaki y D. virginiana) o por su madera, que también recibe el nombre genérico de ébano. Hay dos grupos comerciales de ébano: el ébano "negro puro" (D. ebenum, y otras especies) y el ébano "coromandel", (D. celebica) o 'Ébano de Macasar' de origen asiático. En muchas especies del género, el tipo negro no existe: la madera de tales especies puede restringirse para su uso, por ejemplo D. virginiana.

## Descripción
Las especies del género Diospyros son generalmente dioicas, esto es, hay individuos machos e individuos hembras. El tronco del árbol es erecto, muy ramificado. Flores usualmente tetrámeras. Hojas alternas, simples, enteras.
En lo que respecta a la flor, el cáliz es profundamente lobado. La corola, de urceolada a rotada, con lóbulos patentes o recurvos, los de las flores masculinas  generalmente de distinto tamaño que los de las flores femeninas. Estambres usualmente 16, hipóginos o insertos en la base de la corola; los de las flores femeninas están convertidos en estaminodios. 
Ovario generalmente tetralocular, o con 8 lóculos por falsas divisiones. Fruto en baya.

## Ecología
Las especies de Diospyros son el alimento de larvas de algunas mariposas: Eupseudosoma aberrans, Eupseudosoma nevada, Hypercompe indecisa y muchas otras.

## Taxonomía
El género fue descrito por Carlos Linneo y publicado en Species Plantarum, vol.  2, p. 1057, 1753. La especie tipo es: Diospyros lotus L.
Etimología
Diospyros (διόσπυρον): nombre genérico que procede del griego Διός "de Zeus" y πυρός "grano", "trigo" por lo que significa originalmente "grano o fruto de Zeus". Los autores de la antigüedad usaron el vocablo con sentidos diversos: Teofrasto menciona un   dióspyros: "un árbol con pequeños frutos comestibles de huesecillo duro", el que según parece es el almez (Celtis australis L., ulmáceas), y Plinio el Viejo (27.98) y Dioscórides lo usaron como otro nombre del griego lithóspermon, de líthos = piedra y spérma = simiente, semilla, y que habitualmente se identifica con el Lithospermum officinale L. (boragináceas). Linneo tomó el nombre genérico de Dalechamps, quien llamó al Diospyros lotus "Diospyros sive Faba Graeca, latifolia".

## Especies
Del género existen más de 700 especies que se diferencian entre otros por ser o no astringentes antes de la maduración fisiológica de los frutos. Hay variedades que antes de la maduración normal en la cual la pulpa toma una consistencia muy blanda, tienen un alto contenido de taninos solubles lo cual les hace ser astringentes y desagradables de comer a las personas. Otras variedades antes de la maduración fisiológica tienen un bajo contenido de taninos solubles o estos son insolubles con lo cual no se diluyen en la saliva humana y por tanto no dan la sensación de astringencia. La astringencia desaparece en la madurez fisiológica, pero el inconveniente que supone para la manipulación y transporte de tener una pulpa blanda hace que hoy en día aumenten las variedades no astringentes o que se elimine artificialmente esta en las variedades astringentes para poder comercializar los frutos con la pulpa dura.
Hay mucha variabilidad en tamaño y sabor; puede ser frutos de color rojo, anaranjado o amarillo. 

### Especies  seleccionadas
- Ver lista completa de las especies y taxones infra específicos aceptados, con los sinónimos, en The Plant List

- Diospyros acreana Cavalcante
- Diospyros acris Hemsl.
- Diospyros acuta Thwaites
- Diospyros ambigua Vent.
- Diospyros amplexicaulis Lindl. & Paxton
- Diospyros artanthifolia Mart. ex Miq.
- Diospyros assimilis Bedd.
- Diospyros australis L. ex Jacks. costa este de Australia
- Diospyros bambuseti Fletcher
- Diospyros boliviana Rusby
- Diospyros canaliculata De Wild. (sins. D. cauliflora, D. xanthochlamys).
- Diospyros canomoi A.DC.
- Diospyros caribaea (A.DC.) Standl. - vigueta hembra de Cuba[7]
- Diospyros celebica Bakh. ébano Coromandel, ébano Macassar.
- Diospyros chloroxylon Roxb.
- Diospyros ciliata Raf.
- Diospyros crassiflora H.Perrier
- Diospyros confertifolia (Hiern) Bakh. Sudeste Asiático.
- Diospyros conzattii Standl.  México.
- Diospyros cooperi (Hutch. & Dalziel) F.White
- Diospyros crassinervis, (Krug & Urb.) Standl.  ébano carbonero. Cuba
- Diospyros discolor Willd. mabolo, manzana Velvet. Nativa de Filipinas. Es rojo brillante a maduración.
- Diospyros ebenaster Retz.
- Diospyros ebenum J.Koenig ex Retz.(sin. D. hebecarpa). Árbol de Asia tropical cuyo duramen oscuro se usa en trabajos de gabinete.
- Diospyros fasciculosa F.Muell.Australia
- Diospyros feminina Buch.-Ham. ex A.DC.
- Diospyros fischeri Gürke(sin. Royena fischeri)
- Diospyros glauca Rottler
- Diospyros hayatai Odash.
- Diospyros humilis (R.Br.) F.Muell. Ébano de Queensland. En  Australia, desde el norte hasta la costa centro este en Nueva Gales del Sur.
- D. insularis Bakh. Ébano de Nueva Guinea.
- Diospyros kaki  L.f. non Thunb. nom. illeg. persimonio, Kaki Persimmon. La más ampliamente especie cultivada, sembrada por su deliciosa fruta.  Nativa de China, es caducifolia, con grandes hojas. Su cultivo para fruta se extendió primero a otras partes del este de Asia, y luego introducida a California y al sur de Europa en los 1800s.
- Diospyros klaineana Pierre ex A.Chev.
- Diospyros kurzii Hiern Marblewood, Andaman Marble.
- Diospyros lancifolia Roxb.. Sudeste de Asia.
- Diospyros letestui Pellegr.
- Diospyros lotus Lour..  Nativa del sudoeste de Asia y sudeste de Europa. Los antiguos griegos con el apelativo "la fruta de los Dioses", i.e., dios pyros, surge la etimología del género.
- Diospyros mabacea F.Muell. ébano de frutos rojos, del norte de Nueva Gales del Sur - en riesgo de extinción.
- Diospyros macrocalyx A.DC.(sins. D. loureiroana, Royena macrocalyx)
- Diospyros major (G.Forst.) Bakh. costa este de Australia
- Diospyros maritima Blume
- Diospyros marmorata R.Parker
- Diospyros melanoxylon Hassk.. Ébano de Coromandel. Sus hojas se cosechan en India para la manufactura de los cigarrillos bidi.
- Diospyros mespiliformis Hochst. ex A.DC., Jackalberry (también Jackal Berry, Jakkalbessie, ébano africano).
- Diospyros miaoshanica S.K.Lee
- Diospyros multiflora Wall.
- Diospyros nigra (J.F.Gmel.) Perr. (sin. D. digyna Jacq.) Persimmon, zapote negro. Nativa de Mesoamérica, su fruto tiene piel verde y carne blanca cuando inmaduro, y se torna negra al madurar.
- Diospyros pavonii (A.DC.) J.F.Macbr.
- Diospyros pentamera (Woods & F.Muell.) F.Muell. Ébano mirto o Persimmon gris - costa este de Australia.
- Diospyros pterocalycina St.-Lag.
- Diospyros sanza-minika A.Chev.
- Diospyros sandwicensis (A.DC.) T.Yamaz.. Lama. Endémica en Hawái.
- Diospyros siamang Bakh.(sin. D. elliptifolia)
- Diospyros subrotata Hiern
- Diospyros tetrasperma Sw. - ébano real de Cuba[7]
- Diospyros texana Scheele. Persimonio de Texas. Muchos arbustos o pequeños árboles del oeste y centro de Texas y en el  sudoeste de Oklahoma, donde prospera en rocas. El fruto, más pequeño que el del persimmon americano, sirve de alimento a muchas especies de aves y mamíferos
- Diospyros trichophylla Alston (sin. D. pruriens)
- Diospyros ulo Merr.
- Diospyros villosa (L.) De Winter (sin. Royena villosa)
- Diospyros virgata (Gürke) Brenan
- Diospyros virginiana L.. Persimmon americano. Nativa del este de Norteamérica.